# Вероятностный алгоритм
Вероятностный алгоритм — алгоритм, предусматривающий обращение на определённых этапах своей работы к генератору случайных чисел с целью получения экономии во времени работы за счёт замены абсолютной достоверности результата достоверностью с некоторой вероятностью.

## История
Начало качественной теории вероятностных алгоритмов было положено в 1956 году, когда впервые было установлено, что посредством вероятностных алгоритмов можно вычислить в точности те же функции, что и посредством обычных, детерминированных алгоритмов.
В 1974 году было показано, что можно построить такой язык {\displaystyle L} и функцию {\displaystyle t(x)}, что для любого {\displaystyle \epsilon >0} существует вероятностная машина Тьюринга, распознающая {\displaystyle L} с вероятностью {\displaystyle 1-\epsilon } за время {\displaystyle t(x)} и если {\displaystyle t'(x)} — время работы детерминированной машины Тьюринга, распознающей {\displaystyle L}, то для бесконечного множества {\displaystyle x} выполняется {\displaystyle t'(x)>t(x)}.